# スー・ヌラージ・ディ・バルーミニ
スー・ヌラージ・ディ・バルーミニ（Su Nuraxi di Barumini）は、イタリア・サルデーニャ州バルーミニにあるヌラーゲ考古遺跡である。1997年に、UNESCOの世界遺産に登録された。
紀元前1500年ごろより建設が開始されたヌラーゲは、3層のタワーになっている。

## 世界遺産

### 登録基準
この世界遺産は世界遺産登録基準のうち、以下の条件を満たし、登録された（以下の基準は世界遺産センター公表の登録基準からの翻訳、引用である）。
- (1) 人類の創造的才能を表現する傑作。
- (3) 現存するまたは消滅した文化的伝統または文明の、唯一のまたは少なくとも稀な証拠。
- (4) 人類の歴史上重要な時代を例証する建築様式、建築物群、技術の集積または景観の優れた例。

座標: 北緯39度42分21秒 東経8度59分26秒 / 北緯39.70583度 東経8.99056度